# セイ・アーメン（サタデー・ナイト）
「セイ・アーメン（サタデー・ナイト）」（Say Amen (Saturday Night)）は、アメリカ合衆国のポップ・ロック・バンドであるパニック!アット・ザ・ディスコの楽曲。2018年3月21日にアルバム『プレイ・フォー・ザ・ウィキッド』からの第1弾シングルとして発売された。作詞作曲はブレンドン・ユーリー、ジェイク・シンクレア、ローレン・プリチャード、サム・ホランダー、トビー・ウィンコーン、トミー・ペイトン、イマード・ロイ・エル＝アミーネ、スージー・シン、トーマス・ブレネック、マイケル・デラー、ダニエル・フォーダー、アンドリュー・グリーン、ブライアン・プロフィリオの共作で、ジャレッド・タンケルとネーザン・アブシールの名もクレジットに含まれている。
『ビルボード』誌のAlternative Songsでは同チャートでは自身初となる第1位を獲得。

## リリース・曲の構成
2018年3月21日、パニック!アット・ザ・ディスコは6月22日にアルバム『プレイ・フォー・ザ・ウィキッド』を発売することを発表。同日、『プレイ・フォー・ザ・ウィキッド』からの第1弾シングルとして発売された。ビルボード誌のAlternative Songsではパニック!アット・ザ・ディスコとしては初となる第1位を獲得した。
「セイ・アーメン（サタデー・ナイト）」は、「渦巻くシンセストリングスやピッチシフトを加えたボーカルのサンプル」を含み、ヒップホップやエレクトロニカの影響を受けたポップ調の楽曲。『インデペンデント』紙は、楽曲の特徴として「今日までのユーリーの力強いボーカル・パフォーマンス」を挙げた。曲中では、ザ・ブードス・バンドの「アフェイジア」とネーザン・アブシールの「クライング・パイン・グローヴ・ブルース」をサンプリングして使用している。曲のキーはF♯マイナーで、テンポは168BPM。

## ミュージック・ビデオ
2018年3月21日、ダニエル・“クラウド”・カンポスとスペンサー・サッサーが監督を務めた「セイ・アーメン（サタデー・ナイト）」のミュージック・ビデオが公開された。ミュージック・ビデオについてユーリーは、「ディス・イズ・ゴスペル」（2013年）と「裸の王様」（2015年）の2作が結びついていたことから、これらと合わせて3部作となる映像を作りたかったとし、「窓の外に人を投げたい」「『キル・ビル』meets『キングスマン』みたいなシーンを入れたい」といったアイデアを監督に出した。完成したミュージック・ビデオについて、ユーリーは血がいっぱいの映像になっているけど、アクション映画スターみたいなことができて凄く楽しかった。僕がなぜ病院送りになって、死んで、地獄に落ちるのかっていうストーリーを考えたんだ。それが3部作のあらすじだよと語っている。

## シングル収録曲
| #         | タイトル                                                          | 作詞・作曲 | 時間 |
| --------- | ----------------------------------------------------------------- | --- | ---- |
| 1.        | 「セイ・アーメン（サタデー・ナイト）」(Say Amen (Saturday Night)) | ブレンドン・ユーリー ジェイク・シンクレア ローレン・プリチャード サム・ホランダー トビー・ウィンコーン トミー・ペイトン イマード・ロイ・エル＝アミーネ スージー・シン トーマス・ブレネック マイケル・デラー ダニエル・フォーダー アンドリュー・グリーン ブライアン・プロフィリオ ジャレッド・タンケル ネーザン・アブシール | 3:09 |
| 合計時間: | 合計時間:                                                         | 合計時間: | 3:09 |

| #         | タイトル                                                           | 作詞・作曲 | 時間 |
| --------- | ------------------------------------------------------------------ | --- | ---- |
| 1.        | 「セイ・アーメン（サタデー・ナイト）」(Say Amen (Saturday Night))  | ブレンドン・ユーリー ジェイク・シンクレア ローレン・プリチャード サム・ホランダー トビー・ウィンコーン トミー・ペイトン イマード・ロイ・エル＝アミーネ スージー・シン トーマス・ブレネック マイケル・デラー ダニエル・フォーダー アンドリュー・グリーン ブライアン・プロフィリオ ジャレッド・タンケル ネーザン・アブシール | 3:09 |
| 2.        | 「（ファック・ア）シルヴァー・ライニング」((Fuck A) Silver Lining) | ブレンドン・ユーリー ジェイク・シンクレア スコット・チェザック モーガン・キビー ジョニー・ファンチズ マーヴィン・ジュニア | 2:48 |
| 合計時間: | 合計時間:                                                          | 合計時間: | 5:57 |

| #         | タイトル | 作詞 | 作曲・編曲 | 時間 |
| --------- | --- | ---- | ---------- | ---- |
| 1.        | 「セイ・アーメン（サタデー・ナイト）（セーター・ビーツ・リミックス）」(Say Amen (Saturday Night) [Sweater Beats Remix]) |      |            | 3:08 |
| 合計時間: | 合計時間: | 3:08 |            |      |

## クレジット
※出典
- ブレンドン・ユーリー – リード・ボーカル、バックグラウンド・ボーカル、ベース、ドラム、ピアノ、作詞作曲
- ジェイク・シンクレア – 作詞作曲、バックグラウンド・ボーカル、プロデュース
- ローレン・プリチャード – 作詞作曲
- サム・ホランダー – 作詞作曲
- トビー・ウィンコーン – 作詞作曲、プロデュース
- トミー・ペイトン – 作詞作曲
- イマード・ロイ・エル＝アミーネ – 作詞作曲
- スージー・シン – 作詞作曲、バックグラウンド・ボーカル、エンジニア、アディショナル・プロダクション
- トーマス・ブレネック – 作詞作曲
- マイケル・デラー – 作詞作曲
- ダニエル・フォーダー – 作詞作曲
- アンドリュー・グリーン – 作詞作曲
- ブライアン・プロフィリオ – 作詞作曲
- ジャレッド・タンケル – 作詞作曲（「アフェイジア」）
- ネーザン・アブシール – 作詞作曲（「クライング・パイン・グローヴ・ブルース」）
- ケネス・ハリス – ギター、バックグラウンド・ボーカル
- ロブ・メイセス – 指揮者、ストリングス・アレンジ、ホーン・アレンジ
- トーマス・ボーズ – ストリングスリーダー、コンサートマスター（ロンドン）、ヴァイオリン
- ブルース・デュコフ – コンサートマスター（ロサンゼルス）、ヴァイオリン
- チャーリー・ビシャラ – ヴァイオリン
- ジュリー・ジガンテ – ヴァイオリン
- ジェシカ・ガイデリ – ヴァイオリン
- リサ・リュー – ヴァイオリン
- マヤ・マガブ – ヴァイオリン
- セレナ・マッキニー – ヴァイオリン
- ヘレン・ナイテンゲール – ヴァイオリン
- カティア・ポポフ – ヴァイオリン
- テレザ・スタニスラフ – ヴァイオリン
- ワーレン・ジーリンスキー – ヴァイオリン
- ジャッキー・ハートレー – ヴァイオリン
- リタ・マニング – ヴァイオリン
- ピーター・ハンソン – ヴァイオリン
- トム・ピゴット＝スミス – ヴァイオリン
- エムリン・シングルトン – ヴァイオリン
- キャシー・トンプソン – ヴァイオリン
- ブライアン・デンボー – ストリングスリーダー（ロサンゼルス）、ヴィオラ
- ロバート・ブロフィー – ヴィオラ
- ショーン・マン – ヴィオラ
- ザック・デリンジャー – ヴィオラ
- ピーター・レイル – ストリングスリーダー（ロンドン）、ヴィオラ
- ビルース・ホワイト – ヴィオラ
- スティーヴ・エルドリー – ストリングスリーダー（ロサンゼルス）、チェロ
- ジェイコブ・ブラウン – チェロ
- エリック・バイアーズ – チェロ
- キャロライン・デイル – ストリングスリーダー（ロンドン）、チェロ
- ティム・ギル – チェロ
- ジェイソン・ファブス – サクソフォーン
- ピーター・スローカム – サクソフォーン
- モーガン・ジョーンズ – サクソフォーン
- マイク・ロシャ – トランペット
- ジョナサン・ブラドリー – トランペット
- ライアン・ドラゴン – トロンボーン
- クラウディウス・ミッテンドーファー – ミキシング
- エミリー・レイザー – マスタリング
- クリス・オールグッド – マスタリング（アシスタント）
- レイチェル・ホワイト – アシスタント
- サーシャ・バンバジ – アシスタント
- アンバー・ジョーンズ – アシスタント
- ケイティ・シェイプ – アシスタント
- ジェイソン・モーザー – アシスタント

## チャート成績

### 週間チャート
| チャート (2018年)                           | 最高位 |
| ------------------------------------------- | ------ |
| オーストラリア (ARIA)                       | 90     |
| カナダ (Hot Canadian Digital Songs)         | 48     |
| チェコ (Rádio – Top 100 (Czech Republic))   | 6      |
| New Zealand Heatseeker (RMNZ)               | 2      |
| スコットランド (Official Charts Company)    | 37     |
| UK シングルス (OCC)                         | 48     |
| US Billboard Hot 100                        | 60     |
| US Hot Rock & Alternative Songs (Billboard) | 5      |
| US Rock & Alternative Airplay (Billboard)   | 4      |

### 年間チャート
| チャート (2018年)             | 順位 |
| ----------------------------- | ---- |
| US Hot Rock Songs (Billboard) | 12   |
| US Rock Airplay (Billboard)   | 8    |

## 認定
| 国/地域                          | 認定     | 認定/売上数 |
| -------------------------------- | -------- | ----------- |
| オーストラリア (ARIA)            | Gold     | 35,000      |
| カナダ (Music Canada)            | Gold     | 40,000      |
| イギリス (BPI)                   | Silver   | 200,000     |
| アメリカ合衆国 (RIAA)            | Platinum | 1,000,000   |
| 認定のみに基づく売上数と再生回数 |          |             |